# 巴赫維森格拉本河 (普福費爾德)
49°6′54.03″N 10°53′36.19″E / 49.1150083°N 10.8933861°E
巴赫維森格拉本河（德語：Bachwiesengraben），是德國的河流，位於該國東南部，由巴伐利亞負責管轄，河道全長1.6公里，發源自普福費爾德，流經魏森堡-貢岑豪森縣。